# 美國太空梭計劃
太空梭計劃（英語：Space Shuttle program）是美国国家航空航天局（NASA）於1981年至2011年間實行的大型载人航天計劃，於1972年開始籌備。本計劃的目標是建造一種可重複使用的大型载人航天器，以運載人員和物資穿梭往返地面和近地轨道。
美國太空梭計劃是目前世界上僅有的兩個太空梭計劃中，唯一有載人飛行並安全返回記錄的。儘管苏联也有暴風雪太空梭計畫，但僅一台載具進行了無人在軌飛行任務以後便再無下文。
美國太空梭計劃用到的航天器為航天飞机系統，正式名稱為“太空運輸系統”（Space Transportation System, STS），取自1969年的同名太空計劃，該舊計劃並未通過撥款實行，太空梭是當中唯一有跟進落實的部分。系統的主要部件是可載8名宇航员和高達23噸酬載的航天飞机轨道器，以及橙色的外储燃料箱和兩個固体火箭助推器。太空梭以火箭发动机起飛進入轨道，再入地球大气层後以滑翔的方式降落返回至肯尼迪航天中心或爱德华兹空军基地，經過適當修護後可再次執行飛行任務。

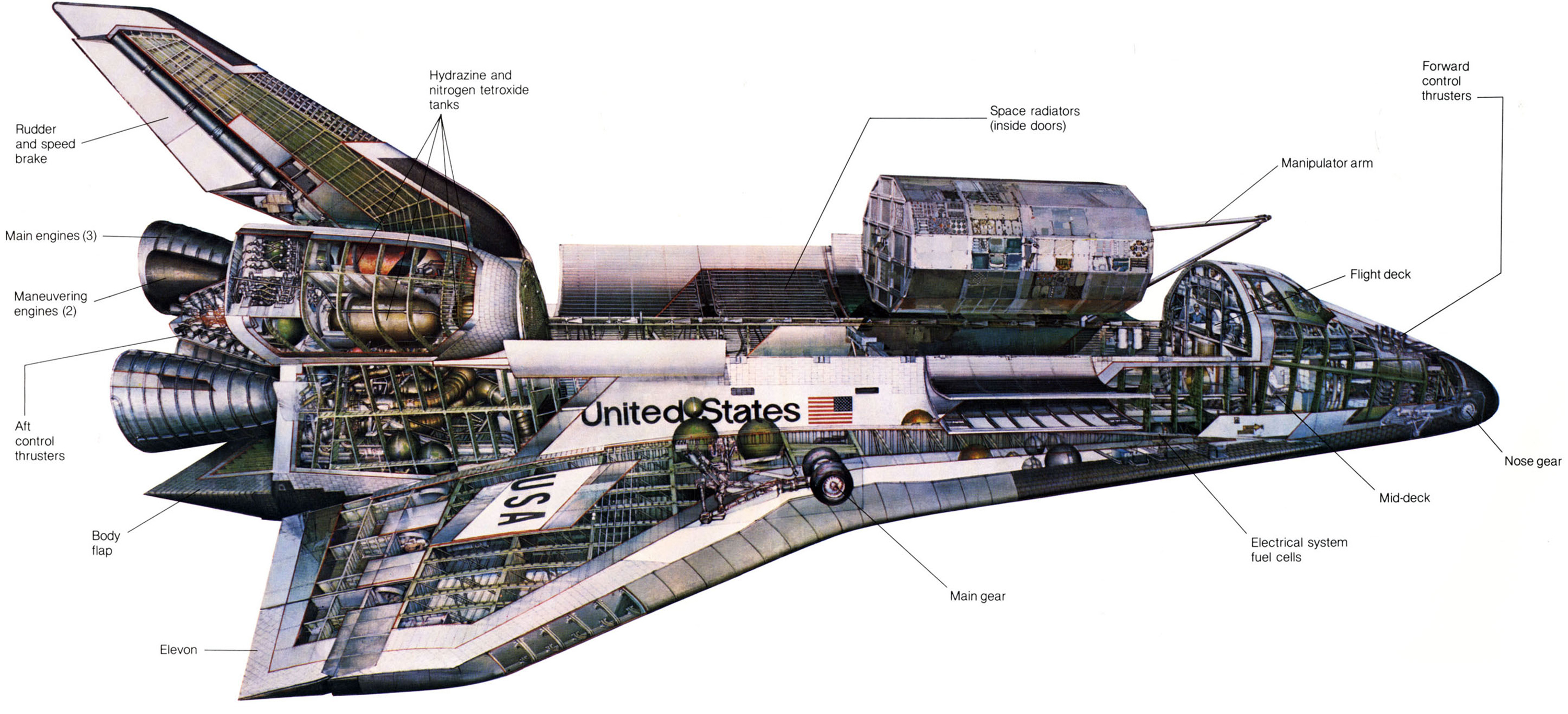
美國太空梭構造
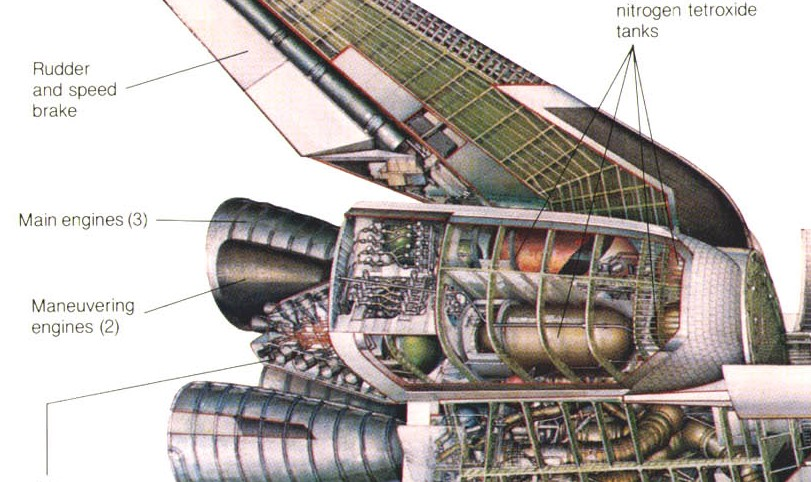
太空梭主發動機
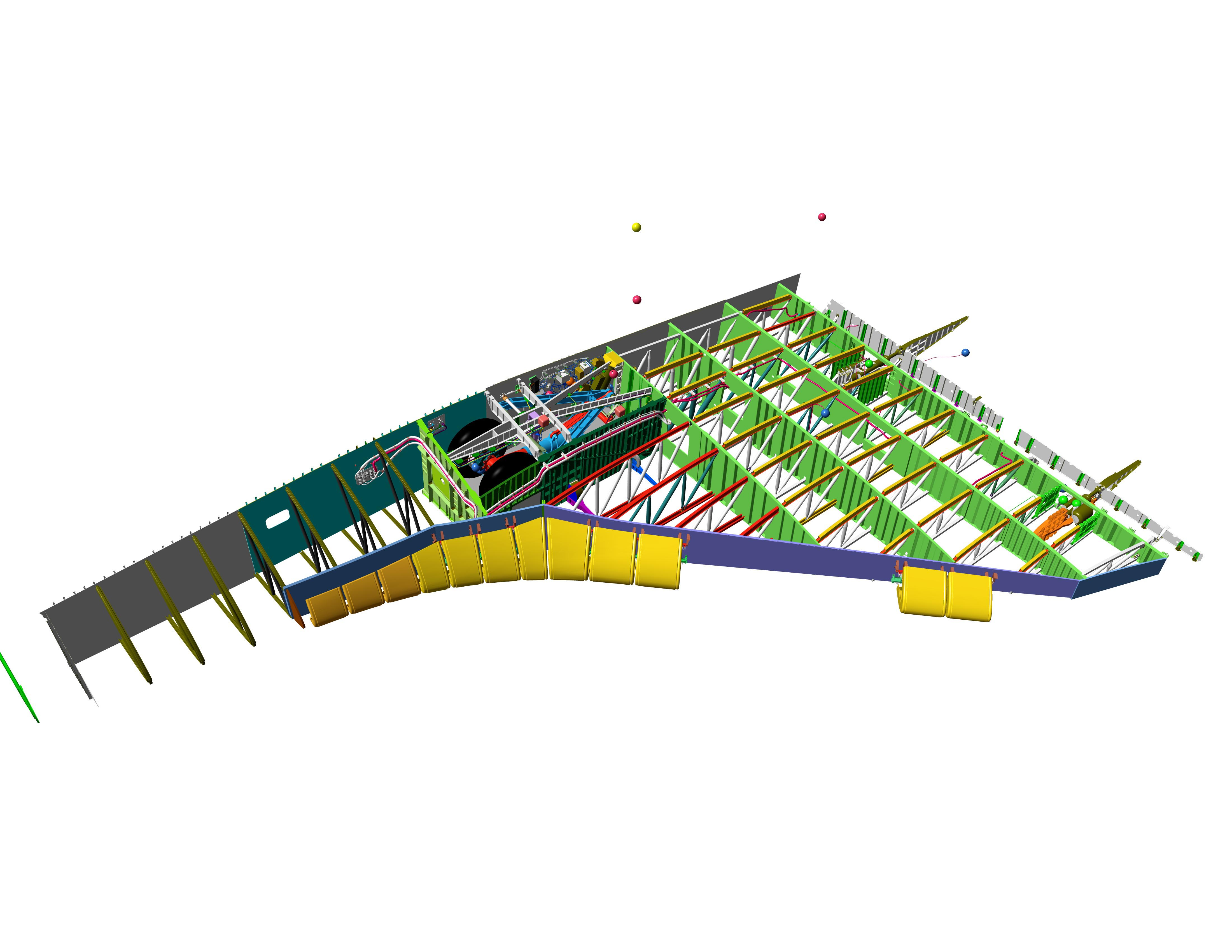
隔熱翼構造

本計劃的任務在30年間進行了135次，共接載來自16個國家的355名宇航员。其任務包括將大型酬載送至不同軌道，如国际空间站的不同組件，亦有少數任務從太空將人造衛星或太空站的酬載帶返地球。其他任務包括進行太空站的人員輪換，以及將哈勃空间望远镜送至軌道，並參與後續維護工作。
每台航天飞机轨道器的設計壽命為100次發射，或10年的使用。計劃最初的賣點為太空梭有150次發射或15年的壽命，而高峰期時可每月發射一次，但由於国际空间站發展的的各種延期，並未有任務需求該預期的發射頻率。美國共製造了六台轨道器，包括用作測試平台，沒有執行太空任務功能的企業號，以及共執行百餘次任務的哥倫比亞號、挑戰者號、發現號、亞特蘭蒂斯號和奮進號。其中挑戰者號和哥倫比亞號先後於1986年和2003年執行任務時因事故爆炸和解體，因此現時僅存四台美國太空梭，全部於博物館展出。

## 任務編號
美国航天飞机计划的正式名称叫航天运输系统（Space Transportation System，简称STS），所以各项航天飞机任务的名称就是在编号前方加上“STS”。后方的编号起初代表航天器发射升空的顺序，STS-7便是如此。受阿波罗13号出现闪失的影响，再加上太空總署署長詹姆斯·M·贝格斯又因十三恐懼症而不愿把即将开展的飞行任务命名为STS-13，从1984年开始，每次航天飞机任务都会分配代码，以STS-41-B为例，其中的数字“41”中“4”代表为项目拨款的联邦財政年度，即1984财年，如“51-L”则是指原计划在1985财年拨款的项目，1995财年的第3次任务则会以“151-C”命名；第2位数字是指航天飞机的发射地点，1代表肯尼迪航天中心，2代表范登堡空軍基地的6号太空发射台（不过航天飞机从未在6号太空发射台升空），最后面的字母则表示计划发射顺序。

## 著名任務
- STS-1（1981）- 哥倫比亞號首航，歷史上第一次太空梭任務
- STS-6（1983）- 挑戰者號首航
- STS-41-D（1984）- 發現號首航
- STS-51-J（1985）- 亞特蘭提斯號首航
- STS-51-L（1986）- 挑战者号灾难
- STS-49（1992）- 奮進號首航
- STS-107（2003）- 哥伦比亚号灾难
- STS-133（2011）- 發現號最後一次任務
- STS-134（2011）- 奮進號最後一次任務
- STS-135（2011）- 亞特蘭蒂斯號最後一次任務，美國太空梭計劃正式結束

## 航天飞机退役
NASA於2011年7月的STS-135任务后將將太空梭除役，新一代航天器「猎户座飞船」（又译奧賴恩）原計劃將成為美國載人太空探索的主要工具。
但由於美国总统奥巴马在2010年2月1日正式提议取消星座计划，因为这一计划“超预算、进度落后而且缺乏新意”。有關法案於同年10月成為法律，包括獵戶座飛船在內的星座计划宣告終結，但相關技術很可能用於未來的太空探索計劃。NASA员工和爱好者对此都非常失望。
2011年7月2日的英国《经济学人》周刊以“太空时代的终结”（The end of the Space Age）作为封面文章，评价此次美国太空梭的退役是人类太空时代的终结。

## 外部連結
- NASA航天飞机與太空站相關計畫主頁 （页面存档备份，存于）